# کورت ویرس
کورت ویرس (انگلیسی: Kurt Wires؛ ۲۸ آوریل ۱۹۱۹ – ۲۲ فوریه ۱۹۹۲) قایقران کانو اهل فنلاند بود.
وی در مسابقات کشوری و بین‌المللی در مجموع برندهٔ ۲ مدال طلا، ۱ مدال نقره شده‌است.